# 342 Endimion
342 Endimion (mednarodno ime je 342 Endymion) je asteroid v glavnem asteroidnem pasu. Pripada družini asteroidov Bower. Včasih so celotno družino Bower po njem imenovali družina Endimion

## Odkritje
Asteroid Endimion  je odkril Max Wolf 17. oktobra 1892 v Heidelbergu.

## Značilnosti
Spada med asteroide tipa C (po Tholenovem načinu) oziroma tipa Ch  (po načinu SMASS) .